# Dominique Mbonyumutwa
Dominique Mbonyumutwa (ur. w styczniu 1921 w Gitaramie, zm. 26 lipca 1986 w Brukseli) – rwandyjski polityk z plemienia Hutu, od 28 stycznia do 26 października 1961 był pierwszym prezydentem Rwandy w ramach Ruanda-Urundi.  